# 李天祿
李天祿（リー・ティエンルー、Li Tianlu、1910年12月24日 - 1998年8月13日）は、台湾の伝統的人形劇「布袋戯」（台湾語でボテヒ、北京語でプータイシー）の国宝級名人。ホウ・シャオシェン監督の映画の常連俳優としても知られる。

## 経歴
1910年12月2日、日本統治下の台北に生まれる。7歳の時から父に人形の操り方を学び、10歳の時より父について正式に布袋戯を学んで父とともに街中で公演を始めた。1921年に日本第二公学校に入学するが、1923年に退学。1924年に15歳で初めて“雙棚絞”（同じ場所で同時に2つの劇団が同じ劇を演じ、どちらが多くの観客を獲得できるかで芸の優劣を競う。三劇団で行う場合は“三棚絞”）を体験。1929年、人形劇団「楽花園」の頭主となり、楽花園班主の娘と結婚。1931年、楽花園を解散し、「亦苑然」布袋戯班を設立。1935年には“三棚絞”で圧倒的勝利をおさめ、一流劇団の仲間入りをし、20代半ばにして名手として台頭する。しかし1937年には亦苑然を休業し、喫茶店経営に転業。1938年にはそれもやめて牡蠣の販売に転業するがこれも失敗。1942年、英米撃滅催進隊に入り、宣伝劇を上演して日本警察課から給料をもらう。1943年には劇の公演が禁止され、公館建設部隊で労務監督の仕事に就く。
日本降伏後の1946年から再び亦苑然の活動を再開。1952年、全国布袋戯コンクールで北区の優勝を飾る。以後、20年以上にわたって毎年優勝。台湾布袋戯の第一人者として全国に名をとどろかせ、1974年にはフランス人3人が弟子入りするなど、海外からも弟子入りするものが後を絶たないほどの存在となる。1977年には香港芸術祭で初の海外公演。以後、海外公演も相次ぐが、1978年には亦苑然の解散を発表。一方では海外で弟子たちが「也苑然」「小苑然」などを設立し、日本では「己苑然」が1982年に設立されている。1984年には日本の新宿、仙台などで布袋戯を上演。1985年1月には再び日本で『三国志』他を公演。同年5月、「西田社布袋戯基金会」を設立。8月には飯田市の招きで三たび日本公演し、横浜、仙台などの演劇祭にも参加している。1991年、華夏二等勲章を受賞。
映画初出演は公式にはホウ・シャオシェン監督の『恋恋風塵』（1987年）とされているが、実際にはそれ以前にも同監督の『童年往事 時の流れ』（1985年）に小さな役で出演しており、編集段階でカットされていた。さらにそれ以前に李行（リー・シン）監督の『路』（1967年）にもほとんどエキストラ的な出方で出演している。ホウ監督の『戯夢人生』（1993年）では1945年までの李天祿の青年時代の物語がくわしく語られており、他に『ナイルの娘』（1987年）、『悲情城市』（1989年）、『憂鬱な楽園』（1996年）にも出演している。
1998年8月13日逝去。享年87歳。

## 出演映画
- 恋恋風塵（1987年）
- ナイルの娘（1987年）
- 悲情城市（1989年）
- 天幻城市（1992年）
- 戯夢人生（1993年）兼原案
- 憂鬱な楽園（1996年）
- 台湾、街かどの人形劇（2018年）ドキュメンタリー映画